# Brian Karem
Brian Karem, (1962) is een Amerikaanse journalist en Witte Huis-correspondent voor Playboy.
Karem is hoofdredacteur van de The Montgomery County Sentinel. Hij kreeg in 1991 de National Press Club Freedom of the Press - onderscheiding voor het weigeren om zijn bronnen te noemen in een verhaal betreffende het doden van een politieagent in Texas.
Hij verwierf bekendheid op 27 juni 2017 toen hij plaatsvervangend Witte Huis persvoorlichter Sarah Huckabee Sanders confronteerde met haar "opruiende commentaren op de wijze waarop de pers het optreden van president Donald Trump verslaat".
Dit was niet de eerste keer dat Karem botste met de autoriteiten. In 1992 deed hij verslag van een internationale top over drugs in San Antonio. Hij vroeg president George H.W. Bush te reageren op claims dat de top een "joke" was. President kaatste de bal terug met de opmerking dat de pers dat aan andere presidenten moest vragen en niet aan hem. Bush stond Karem toe zijn vraag te stellen aan de Mexicaanse president Carlos Salinas de Gortari.
Karem raakte zijn baan bij een Texaans tv-station kwijt vanwege zijn agressieve stijl van vragen stellen. Deze gebeurtenis leverde hem wel een t.v.-interview op met Sam Donaldson bij ABC Studios en een vermelding door Late Night-presentator Jay Leno.
Op 14 juni 2018 tartte Karem opnieuw Sarah Huckabee Sanders tijdens een persbriefing in het Witte Huis over het beleid van het kabinet-Trump om ouders en kinderen bij illegale grensoverschrijdingen te scheiden:
Kom op Sarah, je bent zelf ook een ouder. Heb je geen enkele empathie voor wat deze mensen moeten doormaken? Zij hebben minder dan wat jij hebt. Sarah, kom op, serieus!.